# William Devane
William Joseph Devane (Albany, New York, 1939. szeptember 5. –)  amerikai színész. Számos filmdrámában, politikai krimiben, bűnügyi és kalandfilmben szerepelt, így pl. az 1979-es Most és mindörökké c. romantikus filmben, annak 1980-as sorozat-változatában, és az 1976-os Maraton életre-halálra c. krimiben. Határozott, egyéni karakterének megfelelően hitelesen alakított katonákat, rendőröket, politikai csúcsvezetőket.

## Élete

### Származása, tanulmányai
Édesapja, az ír származású Joseph Devane 1929–1932 között Franklin D. Rooseveltnek, New York állam kormányzójának (későbbi elnöknek) sofőrje volt. Anyja holland-német családból származott. Iskolái után William Devane a manhattani American Academy of Dramatic Arts (AADA) színiakadémiát végezte el, 1962-ben kapott diplomát.

### Színészi pályája
A New York-i Shakespeare-fesztiválon debütált, ahol tizenöt színdarabban szerepelt. 1966-ban Robert F. Kennedyt parodizálta a MacBird c. színpadi vígjátékban.
Első, még névtelen filmszerepét 1967-ban a Directions tévésorozatban kapta, majd az 1967–1969 között futó N.Y.P.D. rendőr-sorozatban játszott rendszeres szerepet. 1974-ben nagy sikerrel alakította John F. Kennedy elnököt a The Missiles of October című dokudrámában, amely a Kubai rakétaválságot dolgozta fel. A Knots Landing szappanoperában tíz éven (1983–1993) át alakította a keményfejű, minden lében kanál Greg Sumnert, a szereppel széles körű népszerűséget szerzett. A sorozat 1997-ös újraindításakor is szerepelt néhány epizódban.
1976-ban szerepelt Alfred Hitchcock Családi összeesküvés című thrillerében és John Schlesinger Maraton életre-halálra című politikai kalandfilmjében. Tommy Lee Jones partnereként főszereplője volt John Flynn rendező 1977-es Mennydörgés c. kalandfilmjének, és Buzz Kulik rendező 1979-es Most és mindörökké c. romantikus filmjében és az abból készült sorozatban is. 1983-ban Jane Alexanderrel együtt játszott a Testamentum-ban. 1994-ben a Lois és Clark: Superman legújabb kalandjaiban ő volt Al Capone.
Az ezredforduló utáni nevezetes szerepe volt 2004-ben Az elnök emberei c. politikai filmsorozatban az Egyesült Államok külügyminiszterének alakítása, az elnököt játszó Martin Sheen mellett. Az USA fiktív elnökét, Henry Hayest formálta meg a Csillagkapu fantasy-sorozatban (2004) és annak Csillagkapu: Continuum c. DVD-folytatásában is (2008). 2005–2006 között a 24 című politikai akciófilm-sorozatban a főszereplő Kiefer Sutherland mellett James Hellert játszotta, aztán a sorozat 2014-es folytatásában, a 24: Élj egy új napért-ban ugyanezt a Hellert, már az USA elnökeként.
2007–2015 között a Tom Selleck főszereplésével forgatott Jesse Stone-történetekben Devane egy rendőrből lett pszichológust, Dr. Dixet alakította. 2010-ben megjelent az NCIS-sorozat egyik epizódjában. Az Egyesült Államok elnökét játszotta még Christopher Nolan 2012-es A sötét lovag – Felemelkedés c. sci-fijében is. Nyolcvanadik életéve után megjelenései megritkultak, de időnként vállal kisebb-nagyobb szerepeket. Legutóbb (2015–2016) a The Grinder című televíziós vígjátéksorozatban aratott sikert.

### Magánélete
1961-ben kötött házasságot Eugenie keresztnevű feleségével (leánykori neve nem ismeretes). Két fiuk született. Egyikük, Joshua „Josh” Devane szintén színészi pályára lépett.

## Főbb filmszerepei
- 1967: Directions, tévésorozat; fiúbarát
- 1967–1969: N.Y.P.D., tévésorozat; John / William Laney
- 1971: McCabe és Mrs. Miller (McCabe & Mrs. Miller); ügyvéd
- 1971: Mortadella (La Mortadella); Jock Fenner
- 1973: Csalétek (The Bait), tévéfilm; Earl Stokey
- 1974: Mannix, bűnügyi tévésorozat; Al Kordic
- 1974: Hawaii Five-O, tévésorozat; Fallon
- 1974: The Missiles of October, tévéfilm, John F. Kennedy elnök
- 1975: Jelentés a felügyelőnek (Report to the Commissioner), D.A. Jackson
- 1976: Családi összeesküvés (Family Plot); Arthur Adamson
- 1976: Maraton életre-halálra (Marathon Man); Janeway ügynök
- 1977: Gáz van, jövünk! 2. (The Bad News Bears in Breaking Training); Mike Leak
- 1977: Mennydörgés (Rolling Thunder); Charles Rane őrnagy
- 1979: Most és mindörökké (From Here to Eternity), tévéfilm; Milt Warden őrmester
- 1979: Jenkik (Yanks); John
- 1980: Most és mindörökké (From Here to Eternity); tévésorozat; Milt Warden őrmester
- 1981: Mulató a sztrádán (Honky Tonk Freeway); Kirby T. Calo őrnagy
- 1983: John Doe; William Quinn hadnagy
- 1983: Testamentum (Testament); Tom Wetherly
- 1984: Gyilkos ösztön (With Intent to Kill), tévéfilm; Aaron Charney
- 1987: Időutazók (Timestalkers); tévéfilm; Scott McKenzie
- 1990: Chips, a katonakutya (Chpis the War Dog), tévéfilm; Charnley ezredes
- 1990: Gyilkosság utánvéttel (Murder C.O.D.), tévéfilm; Alex Brandt
- 1991: Az asszony, akit Jackie-nek hívtak (A Woman Named Jackie); tévéfilm, Black Jack Bouvier
- 1992: A szerelem megszállottja (Obsessed), tévéfilm; Ed Bledsoe
- 1992: Gyilkos hatalomvágy (The President’s Child), tévéfilm; Elliot McSwain
- 1993: Az ördög prófétája (Prophet of Evil: The Ervil LeBaron Story); Daniel „Dan” Fields
- 1993: Halálos érintés (Rubdown), tévéfilm; Harry Orwitz
- 1994: Boldogságra éhezve (For the Love of Nancy), tévéfilm; Tom
- 1994: Lois és Clark: Superman legújabb kalandjai (Lois & Clark: The New Adventures of Superman), tévésorozat; Al Capone
- 1994: Hollywood Madam (Lady in Waiting); Barrett hadnagy
- 1995: Szabadesés: A 174-es járat (Falling from the Sky: Flight 174), tévéfilm; Bob Pearson kapitány
- 1995: Járvány (Virus), tévéfilm; Dr. Harbuck
- 1995: Az ügynök bosszúja (Night Watch), tévéfilm; Nick Caldwell
- 1997: A kivétel erősíti a szabályt (Exception to the Rule); Lawrence Kellerman
- 1997: A teljes igazság (The Absolute Truth), tévéfilm; Emmett Hunter szenátor
- 1997: Gyilkos üstökös (Doomsday Rock), tévéfilm; Dr. Karl Sorenson
- 1997: Időzsaru (Timecop), tévésorozat; John Langdon detektív
- 1997: Angyali érintés (Touched by an Angel); tévésorozat; Benjamin Parker
- 1999: Visszavágó (Payback); Carter
- 1997–1999: A kiválasztott – Az amerikai látnok (Early Edition), tévésorozat; Bernie Hobson
- 2000: Csoda a hegyen (Miracle on the Mountain: The Kincaid Family Story), tévéfilm; Tom Kincaid
- 2000: Ösztöndíjas bankrablás (Poor White Trash); Ron Lake
- 2000: Űrcowboyok (Space Cowboys); Eugene Davis
- 2000: Árnyék nélkül (Hollow Man); Dr. Kramer  - - - - -Paul Verhoeven
- 2000: Ez nem az FBI (The Michael Richards Show), tévésorozat; Brady McKay
- 2001: Az űridomár (Race to Space); Roger Thornhill
- 2002: Amynek ítélve (Judging Amy), tévésorozat; Richard McCarty
- 2002: X-akták (TV Series), tévésorozat; The Truth epizód; Mark Suveg tábornok
- 2002: Indíték: előítélet (The Badge); a bíró
- 2002: A karácsonyi látogató (A Christmas Visitor), tévéfilm; George Boyajian
- 2003: Az utolsó cowboy (Monte Walsh), tévéfilm; Cal Brennan
- 2003: Az elnök emberei (The West Wing), tévésorozat; Lewis Berryhill külügyminiszter
- 2004: Csillagkapu (Stargate SG-1), tévésorozat; Henry Hayes elnök
- 2004: A megtévesztés bajnoka (Deceit), tévéfilm; Grove McCarthy
- 2006: Jesse Stone: Halál a paradicsomban (Jesse Stone: Death in Paradise), tévéfilm; Dr. Dix
- 2006–2007: Miért pont Brian? (TV Series), tévésorozat; Michael Davis / Michael O’Hara
- 2005–2007: 24, tévésorozat; James Heller
- 2007: Jesse Stone: Rejtélyes bankrablás (Jesse Stone: Sea Change), tévéfilm; Dr. Dix
- 2008: Csillagkapu: Continuum (Stargate: Continuum); Henry Hayes elnök
- 2009: Jesse Stone – Vékony jégen (Jesse Stone: Thin Ice), tévéfilm; Dr. Dix
- 2010: Texas királyai (King of the Hill), animációs film; Chuck Garrison hangja
- 2010: Jesse Stone: A maffiafőnök nyomában (Jesse Stone: No Remorse), tévéfilm; Dr. Dix
- 2010: Psych – Dilis detektívek (Psych), tévésorozat; Don Peters
- 2010: NCIS – Tengerészeti helyszínelők (NCIS: Naval Criminal Investigative Service), tévésorozat; Nicolas Mason
- 2011: Jesse Stone: Elveszett ártatlanok (Jesse Stone: Innocents Lost), tévéfilm; Dr. Dix
- 2012: Bosszú (Revenge), tévésorozat; Edward Grayson
- 2012: Jesse Stone: Az ártatlanság vélelme (Jesse Stone: Benefit of the Doubt), tévéfilm; Dr. Dix
- 2012: A sötét lovag – Felemelkedés (The Dark Knight Rises); elnök
- 2013: A rosszabbnál is rosszabb (Bad Turn Worse); Big Red
- 2014: Ötven az egyhez (50 to 1); Leonard Doc Blach
- 2014: 24: Élj egy új napért (24: Live Another Day) tévé-minisorozat; James Heller elnök
- 2014: Csillagok között (Interstellar); Williams
- 2015: Igazság – A CBS-botrány (Truth); Hodges tábornok
- 2015: Jesse Stone: A bostoni hasfelmetsző esete (Jesse Stone: Lost in Paradise), tévéfilm; Dr. Dix
- 2015–2016: The Grinder, tévésorozat; Dean Sanderson Sr.